# Paratanychora mongoliensis
Paratanychora mongoliensis är en stekelart som beskrevs av Zhang och Alexandr Rasnitsyn 2003. Paratanychora mongoliensis ingår i släktet Paratanychora och familjen brokparasitsteklar. Inga underarter finns listade i Catalogue of Life.